# أهلية

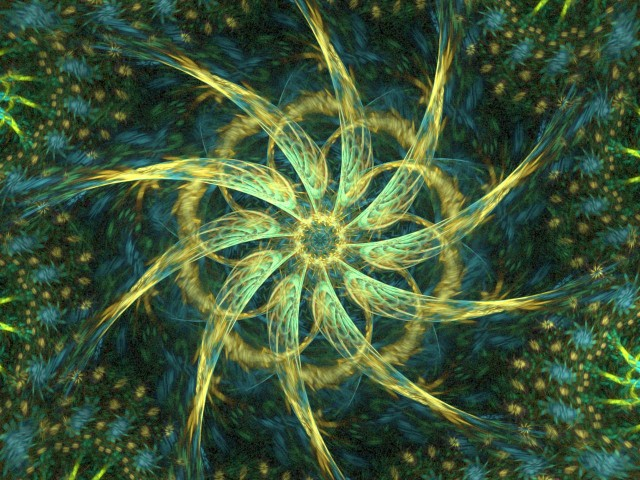

الأهلية عبارة عن صلاحية لوجوب الحقوق المشروعة له أو عليه. إن الأهلية (أو الكفاءة) تمثل جزءًا من القدرة على القيام بنوع معين من العمل على مستوى محدد، والتي يمكن اعتبارها «موهبة» أيضًا. وقد تكون الكفاءات بدنية أو عقلية. ولا يمكن اعتبار الأهلية معرفة أو فهم أو قدرات تم تعلمها أو اكتسابها (مهارات) أو توجه. وتتعارض الطبيعة الفطرية للأهلية مع التحصيل، والذي يمثل المعرفة أو القدرة المكتسبة.

## الذكاء
إن الأهلية ونسبة الذكاء مرتبطان وبشكل من الأشكال نظريات متعارضة للقدرة العقلية البشرية. ففي حين أن في نسبة الذكاء يُنظر للذكاء على أنه سمة واحدة قابلة للقياس وتؤثر على القدرة العقلية من جميع الجوانب، فإن الأهلية تشير إلى واحدة من العديد من السمات المختلفة والتي تستقل عن بعضها البعض، مثل الأهلية في الطيران العسكري أو مراقبة الحركة الجوية أو برمجة الحاسوب. وهذا يتشابه كثيرًا مع نظرية الذكاءات المتعددة.
فيما يتعلق بالسمة القابلة للقياس والتي تؤثر في جميع جوانب القدرة العقلية؛ فإن تحليل أية مجموعة من نتائج اختبارات الذكاء دائمًا ما توضح ترابطها بشكل كبير. فعلى سبيل المثال، يتم تحديد القدرة العامة على التعلم لوزارة العمل الأمريكية من خلال الجمع بين اختبارات الأهلية اللغوية والعددية والمكانية. وتختلف النتائج ما بين منخفضة ومرتفعة عند الشخص الواحد. وفي سياق اختبار الأهلية، فلا يكون الاختلاف بين النتائج «المرتفعة» و«المنخفضة» كبيرًا وذلك لأن نتائج اختبار الأهلية عادةً ما تكون مترابطة. ويعد من الأفضل تطبيق اختبارات الأهلية بين الأفراد لمعرفة المهام التي يبرع كل فرد في القيام بها. ولا تعد الاختلافات الناتجة عن اختبار الأهلية بين الأفراد كبيرة نظرًا لاختلاف نسب الذكاء. وبالطبع هذا يفترض أن الأفراد لم يسبق اختبار كفاءتهم عبر بعض الإجراءات الأخرى مثل درجات اختبار سات أو درجات جي آر أي أو التخرج من كلية الطب.

## الجمع بين اختبارات الأهلية والمعرفة
إن الاختبارات التي تقيم المهارات أو المعرفة المكتسبة عادةً ما تسمى باختبارات التحصيل. وعلى الرغم من ذلك، يمكن لبعض الاختبارات تقييم كلا النوعين من المفاهيم. من أمثلة الاختبارات التي تستند إلى نوعي الاختبارات؛ اختبار الأهلية المهنية للقوات المسلحة (ASVAB)، والذي يتم إجراؤه للمجندين للدخول في القوات المسلحة للولايات المتحدة. ومثال آخر هو سات، والذي صمم كاختبار أهلية للقبول في الكليات في الولايات المتحدة، ولكنه يشتمل على عناصر اختبارات التحصيل. فعلى سبيل المثال، يختبر القدرة على التحليل الرياضي، والذي يعتمد على كل من القدرة الفطرية على التحليل الرياضي والتعليم المكتسب في مادة الرياضيات.
يمكن تصنيف اختبارات الأهلية غالبًا وفقًا لنوع القدرة المعرفية التي تقوم بقياسها:
1. الذكاء السائل:، أو الفطري، هو القدرة على التفكير والتحليل المنطقي بشكل مجرد، وحل المشكلات بفعالية والتفكير الإستراتيجي. وهو معروف أكثر «بسرعة البديهة» أو القدرة على «التفكير بسرعة». ومثال على ذلك، هو ما يستنبطه المرؤوسون حول ملاءمتك للوظيفة التي تتقدم لها من خلال الذكاء السائل الذي تتميز به
2. الذكاء المتبلور:، أو المكتسب، هو القدرة على التعلم من الخبرات السابقة والتعليم ذي الصلة وتطبيق هذه الخبرات التعليمية على موقف مرتبط بالعمل. ومواقف العمل التي تتطلب الذكاء المتبلور تشتمل على عمل التقارير المكتوبة وتحليلها وفهم تعليمات العمل واستخدام الأرقام كأداة لاتخاذ القرارات الفعالة وغير ذلك.

## القدرة على التعلم
القدرة على التعلم عنصر فطرية الأهلية للقيام بنوع معين من العمل على مستوى معين. قد تكون قدراتهم البدنية أو العقلية. الجدارة هو عدم المعرفة، فهم أو علم أو اكتساب القدرات (المهارات) أو موقف. الطبيعة الفطرية للجدارة عكس ما يحدث في الإنجاز، الذي يمثل المعرفة أو القدرة المكتسبة.

## وصلات خارجية
- قياس الأهلية-من مركز تبادل المعلومات مركز معلومات موارد التعليم على اختبارات القياس والتقييم، واشنطن العاصمة.
- وصف والاختبار التاريخ من الجدارة، مقارنة بأنواع أخرى من التقييم